# Willem Johannes Leyds

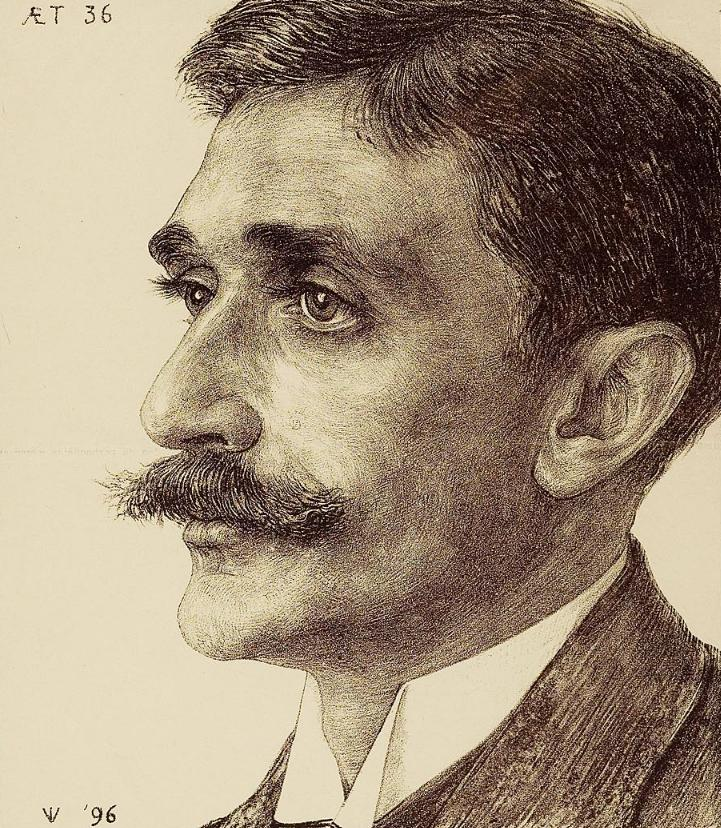
Willem Johannes Leyds, Bildnis von Jan Veth (1896)

Willem Johannes Leyds (* 1. Mai 1859 in Magelang, Niederländisch-Indien; † 14. Mai 1940 in Den Haag) war ein hoher Beamter und Botschafter der Südafrikanischen Republik.

## Leben
Leyds studierte Rechtswissenschaft in Amsterdam, wo er 1884 promovierte. Direkt nach der Promotion ging er in die Südafrikanische Republik, um dort im Staatsdienst zu arbeiten. Er wurde zunächst Staatsprocureur, ein Amt ähnlich dem des Justizministers oder Generalstaatsanwalts. Später wurde er Secretary of state der Südafrikanischen Republik und galt als enger Vertrauter des Präsidenten Paul Kruger.
Als Secretary of state betrieb er Außenpolitik im Sinne der im Staat dominierenden Buren. Als Südafrikanischer Botschafter in Belgien war er zugleich in vielen europäischen Ländern akkreditiert. Spätestens seit 1899, während des Zweiten Burenkriegs mit Großbritannien, betrieb er in verschiedenen europäischen Ländern, vor in allem Frankreich, im Deutschen Kaiserreich und in den Niederlanden eine intensive Kampagne, um in der Presse und der Öffentlichkeit die burische Sache zu stärken. Zu seinen Kontakten im Deutschen Reich gehörte Theodor Mommsen. Auch die Öffentlichkeit in den Vereinigten Staaten wollte er erreichen.
Die Stärke seines  Einflusses auf die europäische Öffentlichkeit und die Presse ist unklar. „Leyds hat den europäischen Kampfplatz für sein Land mit Bravour gewonnen […]. Andererseits wäre auch ohne die Initiative und das Geld des ‚Drahtziehers‘ Ledys eine internationale Agitation zugunsten der Buren in Fluß gekommen […]“.